# Hairlachbach
Hairlachbach är ett vattendrag i Österrike.   Det ligger i förbundslandet Tyrolen, i den västra delen av landet, 400 km väster om huvudstaden Wien.
Trakten runt Hairlachbach består i huvudsak av gräsmarker. Runt Hairlachbach är det ganska glesbefolkat, med 35 invånare per kvadratkilometer.